# Myrmecia inquilina
Myrmecia inquilina là một loài côn trùng thuộc họ Formicidae. Đây là loài đặc hữu của Úc.